# Soto en Cameros
Soto en Cameros é um município da Espanha
na província e comunidade autónoma de La Rioja, de área 49,20 km² com população de 182 habitantes (2004) e densidade populacional de 3,70 hab/km².

## Demografia
| Variação demográfica do município entre 1991 e 2004 | Variação demográfica do município entre 1991 e 2004 | Variação demográfica do município entre 1991 e 2004 | Variação demográfica do município entre 1991 e 2004 |
| --------------------------------------------------- | --------------------------------------------------- | --------------------------------------------------- | --------------------------------------------------- |
| 1991                                                | 1996                                                | 2001                                                | 2004                                                |
| 121                                                 | 151                                                 | 152                                                 | 182                                                 |